# Tour d'Égypte 2016
La 27e édition du Tour d'Égypte a eu lieu du 28 décembre 2015 au 2 janvier 2016. La course fait partie du calendrier UCI Africa Tour 2016 en catégorie 2.2.
Elle a été remportée par le Marocain Mounir Makhchoun (Équipe nationale du Maroc) qui s'impose respectivement de 6 et 43 secondes devant les deux Néerlandais Adne van Engelen et Pascal Aandewiel de l'équipe WV West-Frisia.
Mounir Makhchoun gagne également le classement du meilleur jeune et sa formation, l'équipe nationale du Maroc, termine meilleure équipe.

## Présentation

### Équipes
Classé en catégorie 2.2 de l'UCI Africa Tour, le Tour d'Égypte est par conséquent ouvert aux équipes continentales professionnelles, aux équipes continentales, aux équipes nationales, aux équipes régionales et de clubs et aux équipes mixtes d'équipes africaines.
Sept équipes participent à ce Tour d'Égypte - six équipes nationales et une équipe régionale et de club :
| Équipes nationales                 | Équipes nationales | Équipes nationales |
| Nom de l'équipe                    | Pays               | Code               |
| ---------------------------------- | ------------------ | ------------------ |
| Équipe nationale d'Arabie saoudite | Arabie saoudite    | KSA                |
| Équipe nationale d'Égypte          | Égypte             | EGY                |
| Équipe nationale d'Égypte B        | Égypte             | -                  |
| Équipe nationale de Jordanie       | Jordanie           | JOR                |
| Équipe nationale du Maroc          | Maroc              | MAR                |
| Équipe nationale de Tunisie        | Tunisie            | TUN                |

| Équipe régionale et de club | Équipe régionale et de club | Équipe régionale et de club |
| Nom de l'équipe             | Pays                        | Code                        |
| --------------------------- | --------------------------- | --------------------------- |
| WV West-Frisia              | Pays-Bas                    | -                           |

## Étapes
| Étape     | Date    | Villes étapes                     | type                         | Distance (km) | Vainqueur d'étape | Leader du classement général |
| --------- | ------- | --------------------------------- | ---------------------------- | ------------- | ----------------- | ---------------------------- |
| 1re étape | 28 déc. | Charm el-Cheikh – Charm el-Cheikh | contre-la-montre individuel  | 7             | Islam Shawky      | Islam Shawky                 |
| 2e étape  | 29 déc. | Charm el-Cheikh – Charm el-Cheikh | étape de plaine              | 160           | Soufiane Sahbaoui | Soufiane Sahbaoui            |
| 3e étape  | 30 déc. | Charm el-Cheikh – Charm el-Cheikh | étape de plaine              | 170           | Islam Shawky      | Soufiane Sahbaoui            |
| 4e étape  | 31 déc. | Charm el-Cheikh – Charm el-Cheikh | contre-la-montre par équipes | 54            | Égypte            | Islam Shawky                 |
| 5e étape  | 2 janv. | Charm el-Cheikh – Charm el-Cheikh | étape de plaine              | 178           | Islam Ramadan     | Mounir Makhchoun             |

## Déroulement de la course

### 1reétape
| Classement de l'étape | Classement de l'étape | Classement de l'étape | Classement de l'étape              | Classement de l'étape |
|                       | Coureur               | Pays                  | Équipe                             | Temps                 |
| --------------------- | --------------------- | --------------------- | ---------------------------------- | --------------------- |
| 1er                   | Islam Shawky          | Égypte                | Équipe nationale d'Égypte          | en 9 min 34 s         |
| 2e                    | Sven Broekaart        | Pays-Bas              | WV West-Frisia                     | + 25 s                |
| 3e                    | Islam Nasser          | Égypte                | Équipe nationale d'Égypte          | + 31 s                |
| 4e                    | Pascal Aandewiel      | Pays-Bas              | WV West-Frisia                     | + 40 s                |
| 5e                    | Ali Nouisri           | Tunisie               | Équipe nationale de Tunisie        | + 41 s                |
| 6e                    | Sultan Asiri          | Arabie saoudite       | Équipe nationale d'Arabie saoudite | + 42 s                |
| 7e                    | Abderrahim Zahiri     | Maroc                 | Équipe nationale du Maroc          | + 43 s                |
| 8e                    | Badr Iferd            | Maroc                 | Équipe nationale du Maroc          | + 47 s                |
| 9e                    | Soufiane Sahbaoui     | Maroc                 | Équipe nationale du Maroc          | + 52 s                |
| 10e                   | Adne van Engelen      | Pays-Bas              | WV West-Frisia                     | + 56 s                |
| modifier              |                       |                       |                                    |                       |

| Classement général | Classement général | Classement général | Classement général                 | Classement général |
|                    | Coureur            | Pays               | Équipe                             | Temps              |
| ------------------ | ------------------ | ------------------ | ---------------------------------- | ------------------ |
| 1er                | Islam Shawky       | Égypte             | Équipe nationale d'Égypte          | en 9 min 34 s      |
| 2e                 | Sven Broekaart     | Pays-Bas           | WV West-Frisia                     | + 25 s             |
| 3e                 | Islam Nasser       | Égypte             | Équipe nationale d'Égypte          | + 31 s             |
| 4e                 | Pascal Aandewiel   | Pays-Bas           | WV West-Frisia                     | + 40 s             |
| 5e                 | Ali Nouisri        | Tunisie            | Équipe nationale de Tunisie        | + 41 s             |
| 6e                 | Sultan Asiri       | Arabie saoudite    | Équipe nationale d'Arabie saoudite | + 42 s             |
| 7e                 | Abderrahim Zahiri  | Maroc              | Équipe nationale du Maroc          | + 43 s             |
| 8e                 | Badr Iferd         | Maroc              | Équipe nationale du Maroc          | + 57 s             |
| 9e                 | Soufiane Sahbaoui  | Maroc              | Équipe nationale du Maroc          | + 52 s             |
| 10e                | Adne van Engelen   | Pays-Bas           | WV West-Frisia                     | + 56 s             |
| modifier           |                    |                    |                                    |                    |

### 2eétape
| Classement de l'étape | Classement de l'étape | Classement de l'étape | Classement de l'étape       | Classement de l'étape |
|                       | Coureur               | Pays                  | Équipe                      | Temps                 |
| --------------------- | --------------------- | --------------------- | --------------------------- | --------------------- |
| 1er                   | Soufiane Sahbaoui     | Maroc                 | Équipe nationale du Maroc   | en 3 h 53 min 28 s    |
| 2e                    | Adne van Engelen      | Pays-Bas              | WV West-Frisia              | + 0 s                 |
| 3e                    | Florian Smits         | Pays-Bas              | WV West-Frisia              | + 7 s                 |
| 4e                    | Mounir Makhchoun      | Maroc                 | Équipe nationale du Maroc   | + 44 s                |
| 5e                    | Abderrahim Zahiri     | Maroc                 | Équipe nationale du Maroc   | + 44 s                |
| 6e                    | Pascal Aandewiel      | Pays-Bas              | WV West-Frisia              | + 1 min 30 s          |
| 7e                    | Hamza Fatnassi        | Tunisie               | Équipe nationale de Tunisie | + 1 min 30 s          |
| 8e                    | Badr Iferd            | Maroc                 | Équipe nationale du Maroc   | + 1 min 30 s          |
| 9e                    | Sven Broekaart        | Pays-Bas              | WV West-Frisia              | + 1 min 30 s          |
| 10e                   | Islam Shawky          | Égypte                | Équipe nationale d'Égypte   | + 1 min 30 s          |
| modifier              |                       |                       |                             |                       |

| Classement général | Classement général | Classement général | Classement général                 | Classement général |
|                    | Coureur            | Pays               | Équipe                             | Temps              |
| ------------------ | ------------------ | ------------------ | ---------------------------------- | ------------------ |
| 1er                | Soufiane Sahbaoui  | Maroc              | Équipe nationale du Maroc          | en 4 h 3 min 54 s  |
| 2e                 | Adne van Engelen   | Pays-Bas           | WV West-Frisia                     | + 4 s              |
| 3e                 | Florian Smits      | Pays-Bas           | WV West-Frisia                     | + 13 s             |
| 4e                 | Abderrahim Zahiri  | Maroc              | Équipe nationale du Maroc          | + 35 s             |
| 5e                 | Islam Shawky       | Égypte             | Équipe nationale d'Égypte          | + 38 s             |
| 6e                 | Mounir Makhchoun   | Maroc              | Équipe nationale du Maroc          | + 48 s             |
| 7e                 | Sven Broekaart     | Pays-Bas           | WV West-Frisia                     | + 1 min 3 s        |
| 8e                 | Pascal Aandewiel   | Pays-Bas           | WV West-Frisia                     | + 1 min 18 s       |
| 9e                 | Sultan Asiri       | Arabie saoudite    | Équipe nationale d'Arabie saoudite | + 1 min 20 s       |
| 10e                | Islam Nasser       | Égypte             | Équipe nationale d'Égypte          | + 1 min 20 s       |
| modifier           |                    |                    |                                    |                    |

### 3eétape
| Classement de l'étape | Classement de l'étape | Classement de l'étape | Classement de l'étape              | Classement de l'étape |
|                       | Coureur               | Pays                  | Équipe                             | Temps                 |
| --------------------- | --------------------- | --------------------- | ---------------------------------- | --------------------- |
| 1er                   | Islam Shawky          | Égypte                | Équipe nationale d'Égypte          | en 4 h 21 min 56 s    |
| 2e                    | Soufiane Sahbaoui     | Maroc                 | Équipe nationale du Maroc          | + 0 s                 |
| 3e                    | Sultan Asiri          | Arabie saoudite       | Équipe nationale d'Arabie saoudite | + 17 s                |
| 4e                    | Badr Iferd            | Maroc                 | Équipe nationale du Maroc          | + 19 s                |
| 5e                    | Islam Nasser          | Égypte                | Équipe nationale d'Égypte          | + 1 min 23 s          |
| 6e                    | Pascal Aandewiel      | Pays-Bas              | WV West-Frisia                     | + 1 min 23 s          |
| 7e                    | Islam Ramadan         | Égypte                | Équipe nationale d'Égypte          | + 1 min 25 s          |
| 8e                    | Mounir Makhchoun      | Maroc                 | Équipe nationale du Maroc          | + 2 min 0 s           |
| 9e                    | Adne van Engelen      | Pays-Bas              | WV West-Frisia                     | + 2 min 0 s           |
| 10e                   | Youssef Helal         | Égypte                | Équipe nationale d'Égypte          | + 2 min 0 s           |
| modifier              |                       |                       |                                    |                       |

| Classement général | Classement général | Classement général | Classement général                 | Classement général |
|                    | Coureur            | Pays               | Équipe                             | Temps              |
| ------------------ | ------------------ | ------------------ | ---------------------------------- | ------------------ |
| 1er                | Soufiane Sahbaoui  | Maroc              | Équipe nationale du Maroc          | en 8 h 25 min 50 s |
| 2e                 | Islam Shawky       | Égypte             | Équipe nationale d'Égypte          | + 38 s             |
| 3e                 | Adne van Engelen   | Pays-Bas           | WV West-Frisia                     | + 2 min 4 s        |
| 4e                 | Florian Smits      | Pays-Bas           | WV West-Frisia                     | + 2 min 13 s       |
| 5e                 | Sultan Asiri       | Arabie saoudite    | Équipe nationale d'Arabie saoudite | + 2 min 37 s       |
| 6e                 | Badr Iferd         | Maroc              | Équipe nationale du Maroc          | + 2 min 34 s       |
| 7e                 | Pascal Aandewiel   | Pays-Bas           | WV West-Frisia                     | + 2 min 41 s       |
| 8e                 | Islam Nasser       | Égypte             | Équipe nationale d'Égypte          | + 2 min 43 s       |
| 9e                 | Mounir Makhchoun   | Maroc              | Équipe nationale du Maroc          | + 2 min 48 s       |
| 10e                | Hamza Fatnassi     | Tunisie            | Équipe nationale de Tunisie        | + 4 min 28 s       |
| modifier           |                    |                    |                                    |                    |

### 4eétape
| Classement de l'étape | Classement de l'étape              | Classement de l'étape | Classement de l'étape |
|                       | Équipe                             | Pays                  | Temps                 |
| --------------------- | ---------------------------------- | --------------------- | --------------------- |
| 1re                   | Équipe nationale d'Égypte          | Égypte                | en 1 h 13 min 4 s     |
| 2e                    | Équipe nationale du Maroc          | Maroc                 | + 47 s                |
| 3e                    | WV West-Frisia                     | Pays-Bas              | + 1 min 37 s          |
| 4e                    | Équipe nationale d'Arabie saoudite | Arabie saoudite       | + 2 min 56 s          |
| 5e                    | Équipe nationale de Tunisie        | Tunisie               | + 3 min 29 s          |
| 6e                    | Équipe nationale d'Égypte B        | Égypte                | + 12 min 32 s         |
| 7e                    | Équipe nationale de Jordanie       | Jordanie              | + 19 min 41 s         |
| modifier              |                                    |                       |                       |

| Classement général | Classement général | Classement général | Classement général                 | Classement général |
|                    | Coureur            | Pays               | Équipe                             | Temps              |
| ------------------ | ------------------ | ------------------ | ---------------------------------- | ------------------ |
| 1er                | Islam Shawky       | Égypte             | Équipe nationale d'Égypte          | en 9 h 39 min 32 s |
| 2e                 | Soufiane Sahbaoui  | Maroc              | Équipe nationale du Maroc          | + 9 s              |
| 3e                 | Islam Nasser       | Égypte             | Équipe nationale d'Égypte          | + 2 min 5 s        |
| 4e                 | Badr Iferd         | Maroc              | Équipe nationale du Maroc          | + 2 min 43 s       |
| 5e                 | Mounir Makhchoun   | Maroc              | Équipe nationale du Maroc          | + 2 min 57 s       |
| 6e                 | Adne van Engelen   | Pays-Bas           | WV West-Frisia                     | + 3 min 3 s        |
| 7e                 | Florian Smits      | Pays-Bas           | WV West-Frisia                     | + 3 min 12 s       |
| 8e                 | Pascal Aandewiel   | Pays-Bas           | WV West-Frisia                     | + 3 min 40 s       |
| 9e                 | Osama Ahmed        | Égypte             | Équipe nationale du Maroc          | + 4 min 19 s       |
| 10e                | Sultan Asiri       | Arabie saoudite    | Équipe nationale d'Arabie saoudite | + 4 min 45 s       |
| modifier           |                    |                    |                                    |                    |

### 5eétape
| Classement de l'étape | Classement de l'étape | Classement de l'étape | Classement de l'étape              | Classement de l'étape |
|                       | Coureur               | Pays                  | Équipe                             | Temps                 |
| --------------------- | --------------------- | --------------------- | ---------------------------------- | --------------------- |
| 1er                   | Islam Ramadan         | Égypte                | Équipe nationale d'Égypte          | en 4 h 36 min 50 s    |
| 2e                    | Ali Nouisri           | Tunisie               | Équipe nationale de Tunisie        | + 0 s                 |
| 3e                    | Mounir Makhchoun      | Maroc                 | Équipe nationale du Maroc          | + 1 min 40 s          |
| 4e                    | Sultan Asiri          | Arabie saoudite       | Équipe nationale d'Arabie saoudite | + 1 min 40 s          |
| 5e                    | Adne van Engelen      | Pays-Bas              | WV West-Frisia                     | + 1 min 40 s          |
| 6e                    | Hamza Fatnassi        | Tunisie               | Équipe nationale de Tunisie        | + 1 min 40 s          |
| 7e                    | Pascal Aandewiel      | Pays-Bas              | WV West-Frisia                     | + 1 min 40 s          |
| 8e                    | Abderrahim Zahiri     | Maroc                 | Équipe nationale du Maroc          | + 1 min 40 s          |
| 9e                    | Badr Iferd            | Maroc                 | Équipe nationale du Maroc          | + 2 min 51 s          |
| 10e                   | Osama Ahmed           | Égypte                | Équipe nationale d'Égypte          | + 2 min 51 s          |
| modifier              |                       |                       |                                    |                       |

## Classements finals

### Classement général final
| Classement général final | Classement général final | Classement général final | Classement général final           | Classement général final |
|                          | Coureur                  | Pays                     | Équipe                             | Temps                    |
| ------------------------ | ------------------------ | ------------------------ | ---------------------------------- | ------------------------ |
| 1er                      | Mounir Makhchoun         | Maroc                    | Équipe nationale du Maroc          | en 14 h 20 min 59 s      |
| 2e                       | Adne van Engelen         | Pays-Bas                 | WV West-Frisia                     | + 6 s                    |
| 3e                       | Pascal Aandewiel         | Pays-Bas                 | WV West-Frisia                     | + 43 s                   |
| 4e                       | Badr Iferd               | Maroc                    | Équipe nationale du Maroc          | + 57 s                   |
| 5e                       | Sultan Asiri             | Arabie saoudite          | Équipe nationale d'Arabie saoudite | + 1 min 48 s             |
| 6e                       | Osama Ahmed              | Égypte                   | Équipe nationale d'Égypte          | + 2 min 33 s             |
| 7e                       | Abderrahim Zahiri        | Maroc                    | Équipe nationale du Maroc          | + 3 min 14 s             |
| 8e                       | Hamza Fatnassi           | Tunisie                  | Équipe nationale de Tunisie        | + 4 min 22 s             |
| 9e                       | Mohammed Add Allh        | Égypte                   | Équipe nationale d'Égypte          | + 20 min 41 s            |
| 10e                      | Islam Ramadan            | Égypte                   | Équipe nationale d'Égypte          | + 21 min 12 s            |
| modifier                 |                          |                          |                                    |                          |

### Classements annexes
| Classement du meilleur jeune | Classement du meilleur jeune | Classement du meilleur jeune | Classement du meilleur jeune | Classement du meilleur jeune |
|                              | Coureur                      | Pays                         | Équipe                       | Temps                        |
| ---------------------------- | ---------------------------- | ---------------------------- | ---------------------------- | ---------------------------- |
| 1er                          | Mounir Makhchoun             | Maroc                        | Équipe nationale du Maroc    | en 14 h 20 min 59 s          |
| 2e                           | Abderrahim Zahiri            | Maroc                        | Équipe nationale du Maroc    | + 3 min 14 s                 |
| 3e                           | Hamza Fatnassi               | Tunisie                      | Équipe nationale de Tunisie  | + 4 min 22 s                 |
| modifier                     |                              |                              |                              |                              |

| Classement par équipes | Classement par équipes    | Classement par équipes | Classement par équipes |
|                        | Équipe                    | Pays                   | Temps                  |
| ---------------------- | ------------------------- | ---------------------- | ---------------------- |
| 1re                    | Équipe nationale du Maroc | Maroc                  | en 43 h 0 min 7 s      |
| 2e                     | Équipe nationale d'Égypte | Égypte                 | + 1 min 34 s           |
| 3e                     | WV West-Frisia            | Pays-Bas               | + 27 min 7 s           |
| modifier               |                           |                        |                        |

### UCI Africa Tour
Ce Tour d'Égypte attribue des points pour l'UCI Africa Tour 2016, à tous les coureurs.
| Position           | 1er | 2e | 3e | 4e | 5e | 6e | 7e | 8e à 10e |
| Classement général | 40  | 30 | 25 | 20 | 15 | 10 | 5  | 3        |
| Par étape          | 7   | 3  | 1  |    |    |    |    |          |
| Leader, par étape  | 1   |    |    |    |    |    |    |          |

| Cycliste          | Équipe                             | Général | Étape  | Leader | Total  |
| ----------------- | ---------------------------------- | ------- | ------ | ------ | ------ |
| Mounir Makhchoun  | Équipe nationale du Maroc          | 40      | 2      | -      | 42     |
| Adne van Engelen  | WV West-Frisia                     | 30      | 3,333  | -      | 33,333 |
| Pascal Aandewiel  | WV West-Frisia                     | 25      | 0,333  | -      | 25,333 |
| Badr Iferd        | Équipe nationale du Maroc          | 20      | 1      | -      | 21     |
| Islam Shawky      | Équipe nationale d'Égypte          | -       | 16,333 | 2      | 18,333 |
| Sultan Asiri      | Équipe nationale d'Arabie saoudite | 15      | 1      | -      | 16     |
| Soufiane Sahbaoui | Équipe nationale du Maroc          | -       | 11     | 2      | 13     |
| Osama Ahmed       | Équipe nationale d'Égypte          | 10      | 2,333  | -      | 12,333 |
| Islam Ramadan     | Équipe nationale d'Égypte          | 3       | 7      | -      | 10     |
| Abderrahim Zahiri | Équipe nationale du Maroc          | 5       | 1      | -      | 6      |
| Mohammed Add Allh | Équipe nationale d'Égypte          | 3       | 2,333  | -      | 5,333  |
| Sven Broekaart    | WV West-Frisia                     | -       | 3,333  | -      | 3,333  |
| Islam Nasser      | Équipe nationale d'Égypte          | -       | 3,333  | -      | 3,333  |
| Hamza Fatnassi    | Équipe nationale de Tunisie        | 3       | -      | -      | 3      |
| Ali Nouisri       | Équipe nationale de Tunisie        | -       | 3      | -      | 3      |
| Youssef Helal     | Équipe nationale d'Égypte          | -       | 2,333  | -      | 2,333  |
| Florian Smits     | WV West-Frisia                     | -       | 1,333  | -      | 1,333  |

## Évolution des classements
| Étape              | Vainqueur                 | Classement général | Classement du meilleur jeune | Classement par équipes    |
| ------------------ | ------------------------- | ------------------ | ---------------------------- | ------------------------- |
| 1                  | Islam Shawky              | Islam Shawky       | Islam Shawky                 | Équipe nationale d'Égypte |
| 2                  | Soufiane Sahbaoui         | Soufiane Sahbaoui  | Soufiane Sahbaoui            | WV West-Frisia            |
| 3                  | Islam Shawky              | Soufiane Sahbaoui  | Soufiane Sahbaoui            | Équipe nationale du Maroc |
| 4                  | Équipe nationale d'Égypte | Islam Shawky       | Islam Shawky                 | Équipe nationale du Maroc |
| 5                  | Islam Ramadan             | Mounir Makhchoun   | Mounir Makhchoun             | Équipe nationale du Maroc |
| Classements finals | Classements finals        | Mounir Makhchoun   | Mounir Makhchoun             | Équipe nationale du Maroc |

## Liste des participants
- Liste de départ complète

| Légende                      | Légende                                                                                                  | Légende                                | Légende                                                                                                  |
| ---------------------------- | --- | -------------------------------------- | --- |
| Num                          | Dossard de départ porté par le coureur sur ce Tour d'Égypte                                              | Pos                                    | Position finale au classement général                                                                    |
| Leader du classement général | Indique le vainqueur du classement général                                                               | Leader du classement du meilleur jeune | Indique le vainqueur du classement du meilleur jeune                                                     |
| #                            | Indique la meilleure équipe                                                                              | NP                                     | Indique un coureur qui n'a pas pris le départ d'une étape, suivi du numéro de l'étape où il s'est retiré |
| AB                           | Indique un coureur qui n'a pas terminé une étape, suivi du numéro de l'étape où il s'est retiré          | HD                                     | Indique un coureur qui a terminé une étape hors des délais, suivi du numéro de l'étape                   |
| *                            | Indique un coureur en lice pour le classement du meilleur jeune (coureurs nés après le 1er janvier 1994) |                                        | |

| Équipe nationale d'Égypte EGY | Équipe nationale d'Égypte EGY | Équipe nationale d'Égypte EGY |
| ----------------------------- | ----------------------------- | ----------------------------- |
| Num                           | Coureur                       | Pos                           |
| 1                             | Islam Shawky (EGY)*           | AB-5                          |
| 2                             | Islam Nasser (EGY)*           | AB-5                          |
| 3                             | Osama Ahmed (EGY)             | 6e                            |
| 4                             | Mohammed Add Allh (EGY)       | 9e                            |
| 5                             | Islam Ramadan (EGY)           | 10e                           |
| 6                             | Youssef Helal (EGY)*          | 14e                           |
| Directeur sportif : ?         |                               |                               |

| Équipe nationale de Jordanie JOR | Équipe nationale de Jordanie JOR | Équipe nationale de Jordanie JOR |
| -------------------------------- | -------------------------------- | -------------------------------- |
| Num                              | Coureur                          | Pos                              |
| 11                               | Al Hares Bdareen (JOR)*          | 25e                              |
| 12                               | Badr Abo Fakosa (JOR)*           | 27e                              |
| 13                               | Malek El Motlak (JOR)            | 28e                              |
| 14                               | Mahoud Ben Khaled (JOR)*         | AB-2                             |
| 15                               |                                  |                                  |
| 16                               |                                  |                                  |
| Directeur sportif : ?            |                                  |                                  |

| Équipe nationale du Maroc # MAR | Équipe nationale du Maroc # MAR | Équipe nationale du Maroc # MAR |
| ------------------------------- | ------------------------------- | ------------------------------- |
| Num                             | Coureur                         | Pos                             |
| 21                              | Othmane Choumouch (MAR)*        | AB-5                            |
| 22                              | Soufiane Sahbaoui (MAR)*        | 16e                             |
| 23                              | Abderrahim Zahiri (MAR)*        | 7e                              |
| 24                              | Zouhair Rahil (MAR)             | 19e                             |
| 25                              | Mounir Makhchoun (MAR)*         | 1er                             |
| 26                              | Badr Iferd (MAR)                | 4e                              |
| Directeur sportif : ?           |                                 |                                 |

| Équipe nationale de Tunisie TUN | Équipe nationale de Tunisie TUN | Équipe nationale de Tunisie TUN |
| ------------------------------- | ------------------------------- | ------------------------------- |
| Num                             | Coureur                         | Pos                             |
| 31                              | Ali Nouisri (TUN)*              | 13e                             |
| 32                              | Hamza Fatnassi (TUN)*           | 8e                              |
| 33                              | Nadhem Ben Amor (TUN)           | 15e                             |
| 34                              | Seifeddine Regaii (TUN)         | 20e                             |
| 35                              | Mootez Mejri (TUN)              | 23e                             |
| 36                              |                                 |                                 |
| Directeur sportif : ?           |                                 |                                 |

| WV West-Frisia -      | WV West-Frisia -       | WV West-Frisia - |
| --------------------- | ---------------------- | ---------------- |
| Num                   | Coureur                | Pos              |
| 41                    | Adne van Engelen (NED) | 2e               |
| 42                    | Pascal Aandewiel (NED) | 3e               |
| 43                    | Florian Smits (NED)    | 11e              |
| 44                    | Sven Broekaart (NED)   | 12e              |
| 45                    |                        |                  |
| 46                    |                        |                  |
| Directeur sportif : ? |                        |                  |

| Équipe nationale d'Arabie saoudite KSA | Équipe nationale d'Arabie saoudite KSA | Équipe nationale d'Arabie saoudite KSA |
| -------------------------------------- | -------------------------------------- | -------------------------------------- |
| Num                                    | Coureur                                | Pos                                    |
| 51                                     | Habibe All Shbib (KSA)                 | 18e                                    |
| 52                                     | Sultan Asiri (KSA)                     | 5e                                     |
| 53                                     | Mohammed Aimabyuq (KSA)                | 21e                                    |
| 54                                     | Mohammed Almushay Khis (KSA)*          | AB-5                                   |
| 55                                     |                                        |                                        |
| 56                                     |                                        |                                        |
| Directeur sportif : ?                  |                                        |                                        |

| Équipe nationale d'Égypte B - | Équipe nationale d'Égypte B - | Équipe nationale d'Égypte B - |
| ----------------------------- | ----------------------------- | ----------------------------- |
| Num                           | Coureur                       | Pos                           |
| 61                            | Mohammed Nabeel (EGY)*        | 22e                           |
| 62                            | Mohammed Ali Yahya (EGY)*     | 24e                           |
| 63                            | Mohammed Mostafa (EGY)*       | NP-5                          |
| 64                            | Abd Al Rahman (EGY)*          | AB-2                          |
| 65                            | Ahmed Basem (EGY)*            | 26e                           |
| 66                            | Eslam Ahmed (EGY)*            | 17e                           |
| Directeur sportif : ?         |                               |                               |